# 세키가와촌 (오카야마현)
세키가와촌(関川村)은 오카야마현 마니와군에 있던 촌이다. 현재 마니와시 사비키,세키, 벳쇼에 해당한다. .

## 역사
- 1889년 6월 1일 - 정촌제 시행에 의해 사히키촌, 세키촌, 벳쇼촌이 합병해 마시마군 세키가와촌이 성립하였다.
- 1900년 4월 1일 - 오바군과 합병해 마니와군이 성립하여 후나쓰촌은 마니와군에 소속되었다.
- 1904년 6월 1일 - 미하라촌과 합병해 미카와촌이 성립하여, 동일 세키가와촌은 폐지되었다.

## 오아자
현재의 마니와시의 오아자로 계승되어있다. 
- 佐引（さびき） 〒719-3154
- 関（せき） 〒719-3156
- 別所（べっしょ） 〒719-3157

## 참고문헌
- 和泉橋警察署 『新旧対照市町村一覧』第2冊（東京：加藤孫次郎、1889（明22））
- 地名編纂委員会 『角川日本地名大辞典33 岡山』（角川学芸出版、1989、ISBN 4040013301）